# Онур Доган
Онур Доган (китайське ім'я — Чу Ен-Ле) (кит.: 朱恩樂 / тур. Onur Doğan; нар. 26 грудня 2000, Оксфорд, Англія) — тайваньський та турецький футболіст, нападник клубу «Тайчун Футуро» та національної збірної Китайського Тайбею.
Народився в Стамбулі, але 2009 року переїхав на Тайвань, а 2014 року отримав громадянство вище вказаної країни. Вирішив грати за національну команду Китайського Тайбею, у футболці якої дебютував наприкінці 2014 року, а також став першим натуралізованим футболістом, який виступав за збірну Тайваню.

## Клубна кар'єра
Футбольний талант в Онура першою помітила його матір. Футболом розпочав займатися в 7-річному віці в академії Дарданелспора, де й розпочав дорослу футбольну кар'єру. Окрім вище вказаного клубу виступав за клуби Другої та Третьої ліги Туреччини «Гюнгоренспор», «Махмудіє Беледієспор» та «Арсланкаспор».
У Туреччині зустрів дівчину з Тайваню й одружився з нею, а також почав вивчати китайську мову. Після цього подружжя переїхало на Тайвань. Його дружина була пов’язана з «Татунгом», який негайно підписав контракт з ним. З 2010 року два роки грав у міжміській лізі в Датуні, допомогав команді боротися за чемпіонство. Допоміг своїй новій команді вперше за 6 років виграти Міжміську футбольну лігу 2013 року, окрім цього отримав «Золота бутсу» у 2013 році, а також потрапив до символічної збірної 11 найкращих гравців сезону. Загалом за перший період перебування у «Татунзі» відзначився 50-ма голами у 56-ти матчах чемпіонату.
Наприкінці 2015 року підписав контракт з командою першої ліги Китаю «Мейчжоу Хакка». У Китаї провів два сезони, зіграв 48 матчів та відзначився 9-ма голами. 6 серпня 2017 року покинув «Мейчжоу Хакка». Після цього повернувся на Тайвань і приєднався до команди «Татунг», у складі якої взяв участь у Тайванській корпоративній футбольній лізі 2018 року. У першому сезоні після повернення в «Татунг» Доган та Марк Фанелус створили атакувальний тандем, багато грали й допомогали своїй команді домінувати в чемпіонаті Тайваню протягом двох років поспіль.
18 жовтня 2016 року повернувся на Тайвань для проходження альтернативної служби. Під час базової підготовки Службова адміністрація підтвердила, що Онур дійсно має двох маленьких дітей, і дозволила йому достроково піти на пенсію.

## Кар'єра в збірній
У 2010 році, перед першим раундом азійської кваліфікації чемпіонату світу 2014, тодішній голова Футбольної асоціації Китайського Тайбею Лу Куньшань запросив Онура одягнути форму збірної Китайського Тайбею. Через імміграційні правила того часу та тривале нехтування футболом з боку уряду можливість зіграти за збірну гравець спочатку втратив.
У 2013 році вирішив відмовитися від свого турецького громадянства. У 2014 році отримав громадянство Республіки Китай, а вже 13 листопада дебютував за Тайвань на міжнародному рівні в поєдинку проти Гуаму. Онур став першим натуралізованим іноземцем у футбольній збірній Китайського Тайбею. У 2015 році в першому раунді азійської кваліфікації чемпіонату світу 2018 року відзначився першим голом у виїзному поєдинку проти Брунея, цей гол також допоміг збірній Китайського Тайбею вийти до другого раунду кваліфікації вище вказаного турніру.

## Особисте життя
Одружений, виховує сина та доньку.

## Статистика виступів

### Клубна
| Рік     | Клуб            | Чемпіонат         | Ліга дивізіон | Чемпіонат | Чемпіонат | Кубок | Кубок | Загалом | Загалом |
| Рік     | Клуб            | Чемпіонат         | Ліга дивізіон | Матчі     | Голи      | Матчі | Голи  | Матчі   | Голи    |
| ------- | --------------- | ----------------- | ------------- | --------- | --------- | ----- | ----- | ------- | ------- |
| 2010    | «Татунг»        | чемпіонат Тайваню | 1             | 10        | 10        | -     | -     | 10      | 10      |
| 2011    | «Татунг»        | чемпіонат Тайваню | 1             | 14        | 9         | -     | -     | 14      | 9       |
| 2012    | «Татунг»        | чемпіонат Тайваню | 1             | 14        | 10        | -     | -     | 14      | 10      |
| 2013    | «Татунг»        | чемпіонат Тайваню | 1             | 11        | 11        | -     | -     | 11      | 11      |
| 2014    | «Татунг»        | чемпіонат Тайваню | 1             | 7         | 10        | -     | -     | 7       | 10      |
| 2016    | «Мейчжоу Хакка» | Перша ліга Китаю  | 2             | 28        | 8         | 2     | 1     | 30      | 9       |
| 2017    | «Мейчжоу Хакка» | Перша ліга Китаю  | 2             | 20        | 1         | 0     | 0     | 20      | 1       |
| 2018    | «Леопард Кет»   | чемпіонат Тайваню | 1             | 13        | 8         | -     | -     | 13      | 8       |
| 2019    | «Леопард Кет»   | чемпіонат Тайваню | 1             | 18        | 14        | -     | -     | 18      | 14      |
| 2020    | «Леопард Кет»   | чемпіонат Тайваню | 1             | 17        | 3         | -     | -     | 17      | 3       |
| 2021    | «Тайчун Футуро» | чемпіонат Тайваню | 1             | 0         | 2         | -     | -     | 0       | 2       |
| Загалом | Загалом         | Загалом           | Загалом       | 152       | 86        | 2     | 1     | 154     | 87      |

### У збірній

#### По роках
| національна збірна Китайського Тайбею | національна збірна Китайського Тайбею | національна збірна Китайського Тайбею | національна збірна Китайського Тайбею |
| Рік                                   | Матчі                                 | Голи                                  |                                       |
| ------------------------------------- | ------------------------------------- | ------------------------------------- | ------------------------------------- |
| 2014                                  | 3                                     | 0                                     |                                       |
| 2015                                  | 3                                     | 2                                     |                                       |
| 2016                                  | 1                                     | 0                                     |                                       |
| 2017                                  | 5                                     | 1                                     |                                       |
| 2018                                  | 7                                     | 3                                     |                                       |
| Загалом                               | 19                                    | 6                                     |                                       |

#### Забиті м'ячі
Рахунок та результат збірної китайського Тайбею в таблиці подано на першому місці.
| Гол | Дата              | Місце                                                | Суперник | Рахунок | Результат | Змагання                                       |
| --- | ----------------- | ---------------------------------------------------- | -------- | ------- | --------- | ---------------------------------------------- |
| 1.  | 17 березня 2015   | Султан Хассанал Болкіах, Бандар-Сері-Бегаван, Бруней | Бруней   | 2–0     | 2–0       | кваліфікація чемпіонату світу 2018             |
| 2.  | 9 жовтня 2015     | Муніципальний стадіон, Тайбей, Тайвань               | Макао    | 4–1     | 5–1       | Товариський матч                               |
| 3.  | 10 жовтня 2017    | Муніципальний стадіон, Тайбей, Тайвань               | Бахрейн  | 2–1     | 2–1       | кваліфікація кубку Азії 2019                   |
| 4.  | 7 вересня 2018    | Муніципальний стадіон, Тайбей, Тайвань               | Малайзія | 2–0     | 2–0       | Товариський матч                               |
| 5.  | 13 листопада 2018 | Муніципальний стадіон, Тайбей, Тайвань               | Монголія | 1–0     | 2–1       | перший раунд кваліфікації чемпіонату Азії 2019 |
| 6.  | 13 листопада 2018 | Муніципальний стадіон, Тайбей, Тайвань               | Монголія | 2–0     | 2–1       | перший раунд кваліфікації чемпіонату Азії 2019 |

## Досягнення
«Татунг»
- Чемпіонат Тайваню
  -  Чемпіон (3): 2013, 2018, 2019

«Дарданелспор»
- Перша ліга Туреччини
  -  Чемпіон (1): 2009/10